# Titi Mas
Titi Mas is een bestuurslaag in het regentschap Aceh Tenggara van de provincie Atjeh, Indonesië. Titi Mas telt 332 inwoners (volkstelling 2010).